# Fuyang
Fuyang (en chino, 阜阳; pinyin, Fùyáng (escuchar)ⓘ) es una ciudad-prefectura en la provincia de Anhui, República Popular China. Limita al norte con Bozhou, al sur con Lu'an, al oeste con Zhoukou y al este con Huainan. Su área es de 10 118 km² y su población para 2020 superó los 8 millones de habitantes.

## Administración
La ciudad prefectura de Fuyang se divide en 8 localidades que se administran 3 distritos urbanos, 1 ciudad suburbanas y 4 condados.
- Distrito Yingzhou (颍州区);
- Distrito Yingdong (颍东区);
- Distrito Yingquan (颍泉区);
- Ciudad  Jieshou (界首市);
- Condado Taihe (太和县);
- Condado Linquan (临泉县);
- Condado Funan (阜南县);
- CondadoYingshang (颍上县);

### Localidades con población en noviembre de 2010
- Fùnán Xiàn 1,168,112
- Jièshŏu Shì 561,956
- Línquán Xiàn 1,543,218
- Tàihé Xiàn 1,361,145
- Yĭngdōng Qū 519,562
- Yĭngquán Qū 557,687
- Yĭngshàng Xiàn 1,196,535
- Yĭngzhōu Qū 691,698

## Clima
| Parámetros climáticos promedio de Fuyang (1971−2000) | Parámetros climáticos promedio de Fuyang (1971−2000) | Parámetros climáticos promedio de Fuyang (1971−2000) | Parámetros climáticos promedio de Fuyang (1971−2000) | Parámetros climáticos promedio de Fuyang (1971−2000) | Parámetros climáticos promedio de Fuyang (1971−2000) | Parámetros climáticos promedio de Fuyang (1971−2000) | Parámetros climáticos promedio de Fuyang (1971−2000) | Parámetros climáticos promedio de Fuyang (1971−2000) | Parámetros climáticos promedio de Fuyang (1971−2000) | Parámetros climáticos promedio de Fuyang (1971−2000) | Parámetros climáticos promedio de Fuyang (1971−2000) | Parámetros climáticos promedio de Fuyang (1971−2000) | Parámetros climáticos promedio de Fuyang (1971−2000) |
| Mes                                                  | Ene.                                                 | Feb.                                                 | Mar.                                                 | Abr.                                                 | May.                                                 | Jun.                                                 | Jul.                                                 | Ago.                                                 | Sep.                                                 | Oct.                                                 | Nov.                                                 | Dic.                                                 | Anual                                                |
| ---------------------------------------------------- | ---------------------------------------------------- | ---------------------------------------------------- | ---------------------------------------------------- | ---------------------------------------------------- | ---------------------------------------------------- | ---------------------------------------------------- | ---------------------------------------------------- | ---------------------------------------------------- | ---------------------------------------------------- | ---------------------------------------------------- | ---------------------------------------------------- | ---------------------------------------------------- | ---------------------------------------------------- |
| Temp. máx. media (°C)                                | 6.7                                                  | 9.0                                                  | 13.8                                                 | 21.3                                                 | 26.5                                                 | 30.5                                                 | 32.1                                                 | 31.6                                                 | 27.2                                                 | 22.1                                                 | 15.4                                                 | 9.3                                                  | 20.5                                                 |
| Temp. mín. media (°C)                                | -1.9                                                 | 0.0                                                  | 4.5                                                  | 10.9                                                 | 16.1                                                 | 20.8                                                 | 24.1                                                 | 23.3                                                 | 18.2                                                 | 12.2                                                 | 5.5                                                  | 0.1                                                  | 11.2                                                 |
| Precipitación total (mm)                             | 26.6                                                 | 32.6                                                 | 56.8                                                 | 56.6                                                 | 81.5                                                 | 161.9                                                | 189.2                                                | 95.9                                                 | 87.3                                                 | 63.8                                                 | 40.0                                                 | 17.8                                                 | 910                                                  |
| Días de precipitaciones (≥ 0.1 mm)                   | 5.8                                                  | 6.5                                                  | 9.5                                                  | 8.2                                                  | 9.5                                                  | 10.3                                                 | 12.7                                                 | 10.9                                                 | 8.7                                                  | 8.2                                                  | 6.4                                                  | 4.7                                                  | 101.4                                                |
| Fuente: Weather China                                |                                                      |                                                      |                                                      |                                                      |                                                      |                                                      |                                                      |                                                      |                                                      |                                                      |                                                      |                                                      |                                                      |